# 소브구

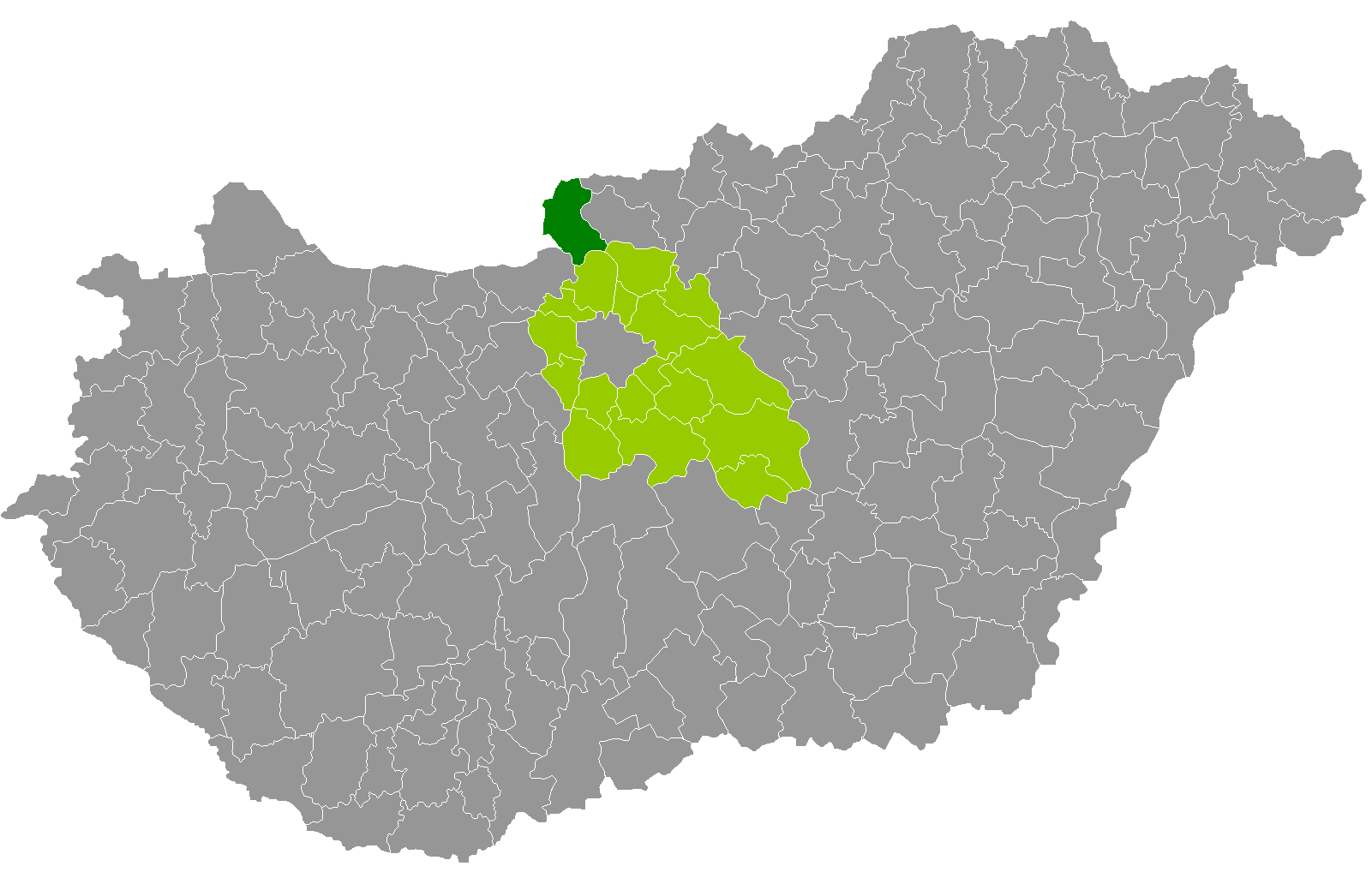
페슈트주 지도에 표시된 소브구의 위치

소브구(헝가리어: Szobi járás)는 헝가리 페슈트주에 위치한 구로 구청 소재지는 소브이며 면적은 438.32km2, 인구는 24,875명(2011년 기준), 인구 밀도는 57명/km2이다.
동쪽으로는 바츠구, 노그라드주 벌러셔저르머트구, 레차그구, 남쪽으로는 센텐드레구, 남서쪽으로는 코마롬에스테르곰주 에스테르곰구와 접하며 북쪽과 서쪽으로는 슬로바키아와 국경을 접한다. 17개 지방 자치체(2개 시, 15개 마을)를 관할한다.

구 문장